# Verdwijning van Azaria Chamberlain
De verdwijning van Azaria Chamberlain is een vermissingszaak in Australië die nooit helemaal opgehelderd is.

## Verdwijning en veroordeling
Azaria Chantel Loren Chamberlain was een negen weken oude baby die op 17 augustus 1980 verdween in de buurt van de berg Uluṟu (ook bekend als Ayers Rock) in het Noordelijk Territorium. Haar ouders, Lindy en Michael Chamberlain, waren op dat moment aan het kamperen en beweerden dat hun kind was meegenomen door een dingo. Deze bewering werd sterk betwijfeld. In 1982 werden beide ouders veroordeeld voor moord op hun kind. De moeder kreeg levenslang en de vader, die als medeplichtige werd gezien, kreeg een voorwaardelijke straf. In de veroordeling speelden twee zaken een rol. Er werd aangenomen dat dingo's geen mensen aanvallen, ook geen baby's. En de moeder toonde erg weinig emotie tijdens de verhoren. De ouders gingen meerdere malen in hoger beroep, maar zonder succes.

## Vrijspraak
In 1986 kwam een Engelse toerist dodelijk ten val op de berg Uluṟu. Het duurde acht dagen voor zijn lichaam gevonden werd en een deel van zijn lichaam lag toen al verspreid over de omgeving. Dit kwam doordat dingo's van het lichaam gegeten hadden. Tijdens de zoektocht naar deze lichaamsdelen werd een stukje kleding van Azaria gevonden. Na forensisch onderzoek bleek het verscheurd te zijn door een dingobeet. Lindy werd vrijgelaten en iets later, op 15 september 1988, werden zij en Michael alsnog vrijgesproken.
Op 12 juni 2012 is er een vierde en laatste uitspraak gedaan in deze zaak. Een lijkschouwer stelde de doodsoorzaak van Azaria definitief vast. 'Het is duidelijk dat een dingo in staat is een kind aan te vallen, mee te nemen en te doden', aldus de lijkschouwer. De beide ouders werden opnieuw vrijgesproken.

## Verfilming en opera
In 1988 werd het verhaal verfilmd in de film Evil Angels (ook uitgebracht als A Cry in the Dark) en in 2002 werd de opera Lindy opgevoerd in het Sydney Opera House.